# Supozitor

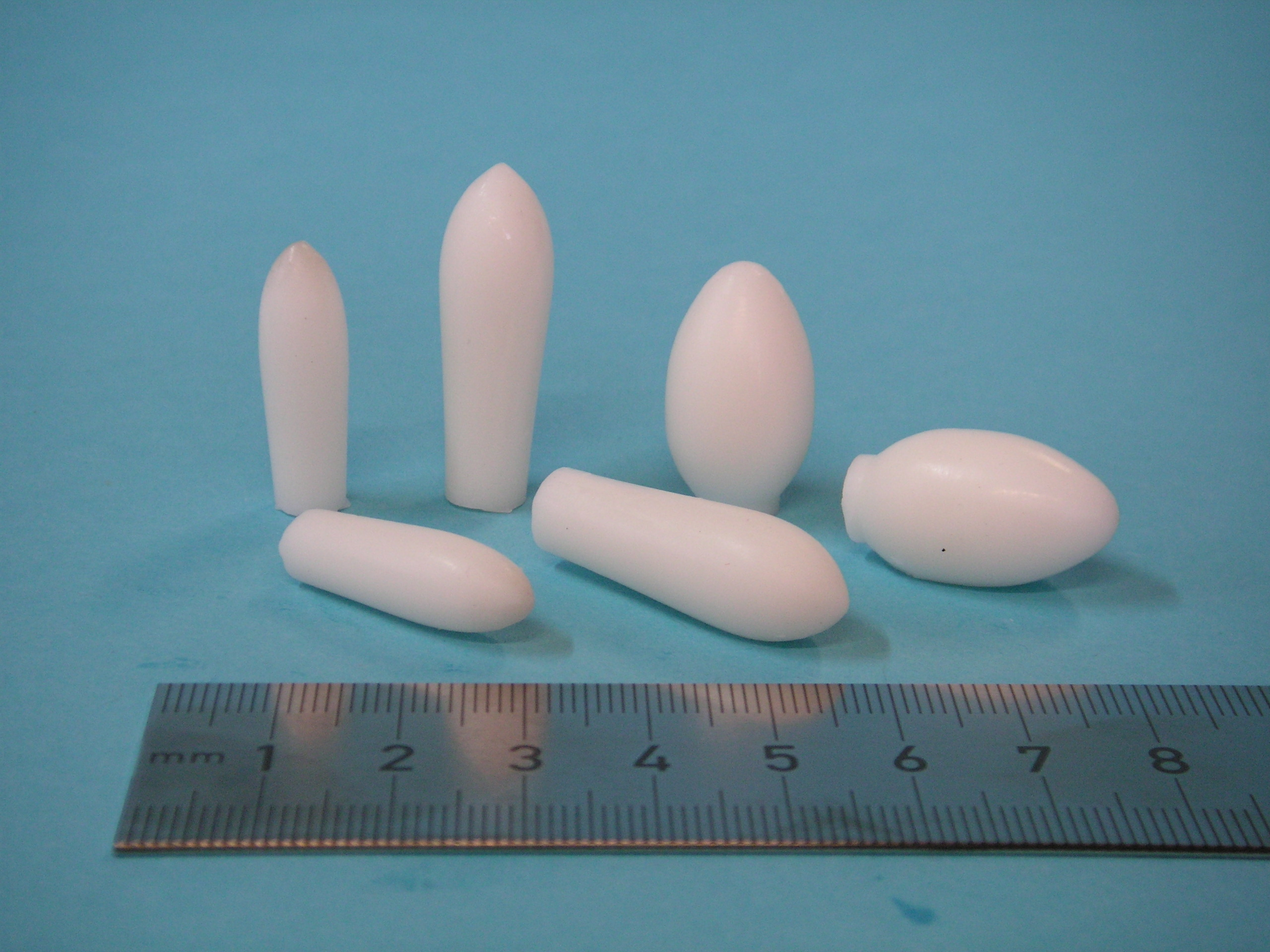
Diferite forme și dimensiuni de supozitoare

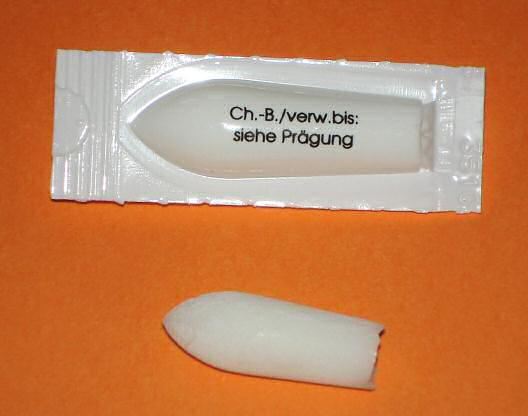
Ambalarea supozitoarelor

Supozitoarele sunt forme farmaceutice destinate a fi utilizate pe cale rectală sau, în unele cazuri, vaginală (caz în care sunt denumite ovule) sau uretrală. Administrarea supozitoarelor poate să urmărească un efect local sau sistemic, pot fi utilizate pentru tratamentul constipației și în tratamentul hemoroizilor.
Sunt utilizați câțiva excipienți pentru formularea supozitoarelor, mediul de dispersie fiind baza de supozitor (unt de cacao sau un substituent analog, polietilenglicol, hidrogel sau gelatină glicerinată). Aceasta se alege în funcție de tipul de supozitor, de substanța medicamentoasă utilizată și de condițiile de depozitare.

## Tipuri
Există trei tipuri de supozitoare: rectale (cele mai utilizate, administrate la nivel rectal sau anal), vaginale (denumite și ovule, administrate la nivel vaginal) și uretrale (cele mai puțin utilizate, administrate în uretră).